# أهانا كومرا
أهانا كومرا (بالإنجليزية: Ahana Kumra) هي ممثلة ومسرحية وعارضة وممثلة تلفزيونية هندية، بدأ ظهورها أول مرة في المسلسل التلفزيوني (Yudh) رفقة أميتاب باتشان، أما شهرتها كانت في السلسلة البوليسية الهندية (العميل راغاف).

## وصلات خارجية
- أهانا كومرا على موقع IMDb (الإنجليزية)
- أهانا كومرا على موقع قاعدة بيانات الفيلم (الإنجليزية)